# Paralephana exangulata
Paralephana exangulata är en fjärilsart som beskrevs av M.Gaede 1939. Paralephana exangulata ingår i släktet Paralephana och familjen nattflyn. Inga underarter finns listade i Catalogue of Life.